# Еліта (телесеріал)
«Еліта» (ісп. Élite) — іспанський драматичний вебсеріал, прем'єра якого відбулася 5 жовтня 2018 року на Netflix. Автори серіалу — Карлос Монтеро та Даріо Мадрона. Кожен сезон серіалу складається з восьми серій.
Дія серіалу відбувається в Лас Енсінас, вигаданій елітній середній школі. У цій трилер-драмі висвітлюються стосунки між трьома учнями-підлітками з небагатих родин, які починають навчатися в школі за стипендіальною програмою, та їхніми заможними однокласниками. У серіалі представлене справжнє розмаїття іспанських акторів. Багато з них раніше були представлені в інших роботах Netflix, створених або впізнаваних в Іспанії та Латинській Америці.
Перший сезон випущений на Netflix 5 жовтня 2018 року. Отримав позитивні відгуки від критиків, багато хто високо оцінив сценарій, акторську гру та зображення зрілих тем. У жовтні 2018 року серіал продовжено на другий сезон, який вийшов 6 вересня 2019 року. Третій сезон замовлено в серпні 2019 року, а прем'єра відбулася у березні 2020 року. У травні 2020 року та лютому 2021 року Netflix продовжив серіал на четвертий і п'ятий сезон. Вихід четвертого сезону відбувся 18 червня 2021 року, п’ятого — 8 квітня 2022 року  .
У жовтні 2021 року стало відомо, що серіал продовжено на шостий сезон , прем'єра якого відбулася 18 листопада 2022 року.
18 жовтня 2023 року стало відомо про завершення серіалу після восьмого сезону. Прем'єра фінального сезону відбудеться 26 липня 2024 року.

## Сюжет
Серіал розповідає про життя та проблеми учнів елітної школи, зокрема про складні взаємостосунки, прийняття себе та знущання однолітків. Крім цього, у структурі серіалу використано сюжет із поверненнями у хронології до минулого часу, де пояснюються причини та мотиви вже скоєних дій героїв.

### Перший сезон
Після обвалу у власній школі троє підлітків отримали стипендію на навчання у престижній школі Іспанії Лас Енсінас. Стипендії спонсорує будівельна компанія, яка винна у руйнуванні. Для Самуеля (Іцан Ескамілья), Наді і Крістіана (Мігель Ерран) навчання у новому місці буде нелегким випробуванням, тому що заможні учні, які навчаються в цій школі, одразу не полюбили новачків. Однак незабаром Саму  знайомиться з непокірною Маріною, дочкою корумпованого батька, який керує будівельною компанією. Брат Маріни Ґузман має симпатію до Наді, а його тим часом любить Лукреція. Крістіан втягується в поліаморні стосунки з Карлою та Поло. Пізніше Карла розриває довготривалі стосунки з Поло і зустрічається з Крістіаном.
Поза межами школи брат Наді — Омар таємно продає наркотики, щоб заробити достатньо грошей, аби піти від своїх консервативних батьків. Незабаром він знайомиться з сином директорки школи Лас Енсінас — Андером (Арон Піпер) , який є найкращим другом Поло (Альваро Ріко) та Ґузмана. Омар і Андер починають таємні стосунки. Маріна і Самуель починають зустрічатися і Самуеля не бентежить те, що у неї ВІЛ, але вона зраджує Саму з його старшим братом Нано, який щойно вийшов з в'язниці і має борги, чим заподіює своїй сім'ї багато проблем. Маріна завагітніла від Нано і вони планували поїхати й почати нове життя.
Протягом навчального року їх життя переплітаються в вирі зіткненні різних способів життя, образ, заздрості і сексуального потягу. Основною лінією, яка поєднує всіх героїв, є вбивство Маріни, і поліції залишається з'ясувати, хто був убивцею. Проте їй це так і не вдалося: звинуватили і заарештували Нано, а справжній вбивця — Поло, якому Карла допомогла стати непоміченим, залишився на свободі.

### Другий сезон
Ключова тема сезону – зникнення Самуеля. До школи приходять нові учні — Ребека, Валеріо та Каєтана, де кожен з них має свої неприємні таємниці. Ребека стає близькою з Самуелем та Надею, а Каєтана — з Лукрецією та Поло. До Лукреції має нерозділену симпатію Валеріо, її зведений брат, якого вона все життя витягувала з негараздів і проблем. Крістіан знає, що Поло вбивця Маріни, свариться з Карлою і їде в поліцію, щоб усе розповісти. Проте батько Карли не дає йому це зробити: підлаштовує аварію і відправляє в Швейцарію на лікування. Самуель зрозумів, що Карла пов'язана із вбивством Маріни і починає з нею стосунки, щоб дізнатися більше, натомість взаємно закохується. Весь цей час Ребека нерозділено кохає Самуеля.
Каєтана прикидається заможною, щоб справити враження на оточення, проте насправді разом з мамою прибирає розкішні будинки багатих людей. Пізніше її брехня випливає і Лукреція та всі інші, крім Поло, відвертаються від неї.
Поло намагається самогубством очистити свою совість і під дією наркотиків падає у басейн. Його рятує Катаєна, поруч із якою Поло  вчиться жити щасливо. Психічне здоров'я Андера погіршується через тягар збереження таємниці Поло. Нарешті Нано звільнили під заставу, але він свариться із сім'єю, оскільки постійно приносить проблеми, і їде, щоб почати нове життя. Поло заарештували, але через два тижні звільнили і він повертається до школи.

### Третій сезон
Для героїв прийшов останній рік в Лас Енсінас. Головною сюжетною лінією є смерть Поло та її розслідування. Поло і Каєтана починають поліаморні стосунки з Валеріо. Самуель і Ґузман хотять добитися справедливості: Поло має як слід відповісти за скоєний злочин. Наді відмовляють від участі у програмах для отримання стипендії у престижних університетах у зв'язку із провокаційним відео з Ґузманом, яке зняв Валеріо та надіслав Лукреції, яка поширила його в Інтернеті. Батьки Лу відмовляють їй у фінансовій підтримці після того, як дізналися про її стосунки з Валеріо, якого виганяють із дому. Лукреція та Надя змагаються за стипендію Колумбійського університету, яку започаткували матері Поло. Лу і Надя зближуються, стають подругами та в останній серії разом їдуть до США. У Андера діагностують лейкемію і він починає курс хіміотерапії, що призводить до натягнутих стосунків між ним і Омаром, якого після камінг-ауту вигнав батько. Омар зраджує Андеру з заможним мусульманином Маліком, який зустрічається з його сестрою Надею. З Ґузманом Наді не дозволяють бути обставини: хлопець уклав угоду з її батьком, що не буде з нею спілкуватись, а батько натомість дозволить їй залишитись у школі.
Ребека та Самуель починають зустрічатися, але Самуель досі не може забути Карлу, яка змушена зустрічатися з Єраєм, щоб врятувати сімейний вино-бізнес від банкрутства. Поліція ставить Самуеля перед вибором: вони можуть дозволити його братові Нано повернутися, а він натомість встановить прослушку в будинку Ребеки, щоб вивести на чисту воду її матір, яка торгує наркотиками. Самуель зважується на цей крок, щоб повернути брата, але не хоче, щоб Ребека дізналась про його зраду. Проте на вечірці Ребека влаштувала йому перевірку, зрозуміла, що до чого і розірвала з ним стосунки.
На випускному вечорі у вбиральні Лукреція в стані афекту ранить Поло горлечком від пляшки, той не хоче більше жити і розбивається насмерть, упавши з другого поверху клубу. Лукреція, Самуель, Ґузман, Андер, Омар, Надя, Карла, Валеріо, Ребека та Каєтана погоджуються приховати вбивство, залишають на горлечку пляшки свої відбитки пальців і на допиті звинувачують один одного, заплутавши слідство, тож смерть Поло врешті визнається самогубством. Його матері повідомляють поліції, що він зізнався у вбивстві Маріни. За декілька днів до закінчення навчального року Самуеля, Ґузмана та Ребеку виключили зі школи і вони повертаються на другий рік. Омар та Андер також із ними в одному класі. Каєтана влаштувалась у школу прибиральницею, а Карла поїхала навчатися за кордон.

### Четвертий сезон
Поява суворого директора й чотирьох нових учнів у Лас-Енсінас — це початок нових романтичних перипетій, приголомшливих чуток і нової загадки.

### П'ятий сезон
Початок семестру в Лас-Енсінас означає появу нових любовних трикутників, нових учнів, нових правил і… нового таємничого злочину.

### Шостий сезон
Цього року кожен у Лас-Енсінас має мету: знайти кохання, помститися чи заробити мільйон підписників. Але кому вдасться вижити?

### Сьомий сезон
Омар повертається. Серце Івана розбите. Ісадора намагається розібратися зі своєю небезпечною родиною. Чи можуть учні Лас-Енсінас довіряти одне одному?

### Восьмий сезон
Омар і Надя знову разом. Наближається випускний у школі Лас-Енсінас, і остання загадка стає випробуванням для друзів і ворогів.

## У ролях
| Актор             | Роль                                                                      | Роль |
| ----------------- | ------------------------------------------------------------------------- | --- |
| Марія Педраса     | Маріна Нуньєр Осуна                                                       | учениця школи, дочка Вентури, директора будівельної компанії, відчужена від людей через ВІЛ-інфікованість і моральну травму від минулих стосунків. Симпатизує Самуелю та Нано. Випадково вбита Поло. |
| Іцан Ескамілья    | Самуель «Саму» Гарсія Домінгес                                            | новий учень школи, з першого ж дня навчання закохався в Маріну. Намагається перевиховати брата, щоб той не доставляв йому незручностей. У другому сезоні, щоб довести невинуватість Нано в смерті Маріни, починає зустрічатись з Карлою, але закохується у неї по-справжньому. Також деякий час зустрічається з Ребекою і, не маючи вибору, щоб повернути брата, здає поліції матір Ребеки.                       |
| Мігель Бернардо   | Ґузман Нуньєр Осуна                                                       | учень школи, брат Маріни, постійно виправдовує її. Не сподобався прихід нових учнів до школи, бо колишній хлопець Маріни також був бідним учнем на стипендії. Був з Лукрецією у вільних стосунках, побився з нею об заклад, що звабить порядну Надю, але в розвитку дії закохується в неї. |
| Мігель Ерран      | Крістіан Варела Експозіто                                                 | новий учень школи, не надто старанно навчається. Вступає у поліаморні стосунки з Поло та Карлою. На початку другого сезону його збиває автомобіль і він стає інвалідом, батько Карли відправляє його на лікування до Швейцарії. |
| Хайме Лоренте     | Фернандо «Нано» Гарсія Домінгес                                           | старший брат Самуеля, нещодавно вийшов з в'язниці, закохується у Маріну. Звинувачений у вбивстві Маріни, пізніше виправданий. |
| Альваро Ріко      | Леопольдо «Поло» Бенавент Вільяда                                         | учень школи, мав довготривалі стосунки з Карлою, які вичерпали себе за стільки часу. Під час поліаморних стосунків з Карлою та Крістіаном розуміє, що є бісексуалом. Випадково вбив Маріну та приховував це. Був у поліаморних стосунках з Каетаною і Валеріо. Випадково вбитий Лукрецією. |
| Арон Піпер        | Андер Муньос                                                              | учень школи, син директорки Лас Енсінас, закохується у палестинця Омара і деякий час має з ним таємні стосунки, пізніше зізнається батькам та всім іншим. Займався тенісом, бо так бажали його батьки. Захворів на рак крові. |
| Міна Ель-Хаммані  | Надя Шана                                                                 | нова учениця школи, дочка палестинських емігрантів, мусульманка. Порядна дівчина, яка не полюбляє вечірки та випивку. Допомагає батькам у їх продуктовому магазині. Кохає Ґузмана, але щоб не розчарувати батьків, зустрічається з мусульманином Маліком, який зраджує їй з її братом Омаром. Змагається з Лукрецією за стипендію Колумбійського університету, в кінці третього сезону летить разом з нею до США. |
| Омар Аюсо         | Омар Шана                                                                 | брат Наді. Вимушено продає наркотики, щоб заробити гроші і мати можливість піти з дому. Зустрічався з Андером, зрадив йому з Маліком. |
| Естер Експосіто   | Карла Росон Калеруега                                                     | довго зустрічалась із Поло, була в поліаморних стосунках з ним же та Крістіаном. Допомогла Поло приховати вбивство Маріни. Через підозру про це Самуель починає з нею зустрічатися і вони закохуються, але Карла змушена зустрічатися з Єраєм, який фінансує бізнес її родини. В кінці третього сезону їде навчатися за кордон.                                                                                   |
| Данна Паола       | Лукреція «Лу» Монтесінос Хендріх                                          | учениця школи, була у вільних стосунках з Ґузманом, кохає його та завжди підтримує. Батьки Лу дипломати і часто у відрядженнях. Дівчина носить маску зарозумілості та егоїстичності, але насправді за цим прихована чуйність і людяність, які заглушені постійними проблемами із родиною, зокрема із зведеним братом Валеріо. В кінці третього сезону полетіла разом з Надею навчатись у Нью-Йорк.                |
| Хорхе Лопес       | Валеріо Монтесінос Рохас                                                  | новий учень школи, щойно повернувся з інтернату. Зведений брат Лу, закоханий в неї. Веде несерйозний спосіб життя, продає наркотики. Постійно допікає батькам, які один одному відправляли Валеріо приблизно кожні два місяці. Був у поліаморних стосунках з Поло і Каетаною. |
| Джорджина Аморос  | Каєтана Грахера Пандо                                                     | нова учениця школи, привертає увагу Лукреції своїм «досконалим життям», вдаючи з себе багату, хоча насправді прибирає з мамою будинки. Підтримувала Поло, зустрічалась із ним, також була в стосунках з Поло і Валеріо. |
| Лейті Сене        | Малік                                                                     | мусульманин, який зустрічається з Надею і хоче поїхати з нею до Нью-Йорку, аби її батьки були спокійні. Зраджує Наді з її братом Омаром. |
| Серджо Момо       | Єрай                                                                      | учень школи, якого Карла колись захистила від баді-шеймінгу. Закоханий у Карлу і намагається показати свою любов за допомогою подарунків. Допомагає батькам Карли врятувати бізнес, через що вона не може його кинути. |
| Карла Діас        | Аріадна Бланко                                                            | |
| Мартіна Карідді   | Менсія Бланко                                                             | |
| Ману Ріос         | Патрік Бланкр                                                             | |
| Пол Гранч         | Філіп фон Трізенберг                                                      | |
| Андрес Веленкосо  | Армандо де ла Осса                                                        | |
| Дієго Мартін      | Бенхамін Бланко                                                           | |
| Валентина Зенере  | Ісадора Артіньян                                                          | |
| Андре Ламолья     | Іван Круз                                                                 | |
| Карлото Котта     | Крус Карвальо                                                             | |
| Адам Нуру         | Білал                                                                     | |
| Кармен Арруфат    | Сара                                                                      | |
| Алекс Пастрана    | Рауль                                                                     | |
| Альваро Де Хуана  | Дидак Рамос                                                               | |
| Андер Пуїг        | Ніколас Фернандес                                                         | |
| Гільєрмо Кампр    | Уго Мюлер                                                                 | |
| Клаудіа Салас     | Ребека «Ребе» де Бормухо Авалос                                           | нова учениця школи, матір якої розбагатіла завдяки наркобізнесу. Зближується з Надею і Самуелем, закохується в Самуеля і деякий час з ним зустрічається, але кидає після того, як дізнається, що він здав її матір поліції. |
| Рамон Ескінас     | Вентура Нуньєр, батько Маріни та Ґузмана.                                 | |
| Хорхе Сукет       | Мартін, вчитель у Лас Енсінас.                                            | |
| Айноа Сантамарія  | Інспектор, яка розслідує смерть Маріни, зникнення Самуеля та смерть Поло. | |
| Ірен Аркос        | Пілар Домінгес, матір Самуеля та Нано.                                    | |
| Абделатіф Хвідар  | Юсеф Шана, консервативний батько Наді й Омара.                            | |
| Елісабет Хелаберт | Асусена де Муньос, директорка Лас Енсінас і матір Андера.                 | |
| Росіо Муньос      | Лаура Осуна, матір Маріни та Ґузмана.                                     | |
| Альфредо Вілья    | Антоніо Муньос, батько Андера, тренер у Лас Енсінас.                      | |
| Фара Хамед        | Імам Шана, матір Наді й Омара.                                            | |
| Лола Марселі      | Беатріс Калеруега, матір Карли.                                           | |
| Рубен Мартінес    | Теодоро «Тео» Росон, батько Карли, спільник Вентури, батька Ґузмана.      | |
| Ліз Лобато        | Андреа, матір Поло і генеральний директор відомого журналу.               | |
| Альберто Варгас   | Пабло, колишній хлопець Маріни, який заразив її ВІЛ.                      | |
| Ева Льорач        | Сандра, матір Ребеки, продає наркотики.                                   | |
| Марта Аледо       | Вікторія Пандо, матір Каетани.                                            | |

## Сезони
| Сезони | Сезони | Кількість серій | Прем'єра сезону   |
|        | 1      | 8               | 5 жовтня 2018     |
|        | 2      | 8               | 6 вересня 2019    |
|        | 3      | 8               | 13 березня 2020   |
|        | 4      | 8               | 18 червня 2021    |
|        | 5      | 8               | 8 квітня 2022     |
|        | 6      | 8               | 18 листопада 2022 |
|        | 7      | 8               | 20 жовтня 2023    |
|        | 8      | 8               | 26 липня 2024     |

## Список серій

### Сезон 1 (2018)
| № | # | Назва                                          | Режисер          | Сценарист                      | Перший ефір у США |
| --- | - | ---------------------------------------------- | ---------------- | ------------------------------ | ----------------- |
| 1 | 1 | «Ласкаво просимо» «Bienvenidos»                | Рамон Салазар    | Карлос Монтеро і Даріо Мадрона | 5 жовтня 2018     |
| Після обвалу будівлі загальноосвітньої школи забудовник намагається відновити репутацію, оплативши трьом учням навчання в елітній приватній школі.                        |   |                                                |                  |                                |                   |
| 2 | 2 | «Потяг» «Deseo»                                | Дані де ла Орден | Карлос Монтеро                 | 5 жовтня 2018     |
| Шкільний проєкт зближує Маріну й Самуеля та спонукає Ґузмана завоювати прихильність Наді. Тим часом Крістіан робить приголомшливе відкриття.                              |   |                                                |                  |                                |                   |
| 3 | 3 | «Ніч суботи» «Sábado noche»                    | Рамон Салазар    | Даріо Мадрона                  | 5 жовтня 2018     |
| На вечірці, організованій Самуелем, Нано заграє з Маріною, а кілька пар відчувають на собі ефект пуншу із секретним інгредієнтом. Надя засмучена новиною про Ґузмана.     |   |                                                |                  |                                |                   |
| 4 | 4 | «Кохання — це наркотик» «El amor es una droga» | Рамон Салазар    | Даріо Мадрона                  | 5 жовтня 2018     |
| Ґузман намагається заслужити вибачення Наді. Поло й Крістіан зближуються на вечірці. Лу підкупляє вчителя. Щоб повернути борг, Нано має виконати таємне завдання.         |   |                                                |                  |                                |                   |
| 5 | 5 | «Усі брешуть» «Todos mienten»                  | Дані де ла Орден | Карлос Монтеро                 | 5 жовтня 2018     |
| Маріна дає Нано можливість повернути борг. Лу навмисне розкриває таємницю перед Надьою. Омар дізнається, що Андер розповів друзям про їхні стосунки.                      |   |                                                |                  |                                |                   |
| 6 | 6 | «Усе буде гаразд» «Todo va a salir bien»       | Дані де ла Орден | Даріо Мадрона                  | 5 жовтня 2018     |
| Нано дізнається секрет годинника. Дехто знаходить травку, яку приховувала Маріна. Звістка про вагітність викликає підозри. Крістіану пропонують славу в обмін на послугу. |   |                                                |                  |                                |                   |
| 7 | 7 | «Точка кипіння» «Todo estalla»                 | Рамон Салазар    | Карлос Монтеро                 | 5 жовтня 2018     |
| Карла підозрює, що Маріна причетна до крадіжки. Батько Омара планує майбутнє сина. Дізнавшись таємницю сестри, Ґузман прагне помсти.                                      |   |                                                |                  |                                |                   |
| 8 | 8 | «Асіла» «Assilah»                              | Рамон Салазар    | Карлос Монтеро і Даріо Мадрона | 5 жовтня 2018     |
| З’ясовуються подробиці останніх митей перед убивством. Крістіан ухвалює складне рішення. Поліція затримує підозрюваного. Убитий горем Ґузман робить необдуманий вчинок.   |   |                                                |                  |                                |                   |

### Сезон 2 (2019)
| № | # | Назва                                            | Режисер          | Сценарист       | Перший ефір у США |
| --- | - | ------------------------------------------------ | ---------------- | --------------- | ----------------- |
| 9 | 1 | «20 годин зі зникнення» «20 horas desaparecido»  | Рамон Салазар    | Даріо Мадрона   | 6 вересня 2019    |
| У Лас-Енсінас з’явилися новенькі. Ґузман продовжує тужити за сестрою, а Крістіан намагається приховати свою таємницю. Один з однокласників зникає.            |   |                                                  |                  |                 |                   |
| 10 | 2 | «34 години зі зникнення» «34 horas desaparecido» | Рамон Салазар    | Карлос Монтеро  | 6 вересня 2019    |
| Щоб дізнатися правду про смерть Маріни, Самуель намагається спокусити Карлу. Нова подруга Лу — гуру соціальних мереж Каєтана — влаштовує несподівану вечірку. |   |                                                  |                  |                 |                   |
| 11 | 3 | «36 годин зі зникнення» «36 horas desaparecido»  | Рамон Салазар    | Брейксо Корраль | 6 вересня 2019    |
| Поло й Андер мають відверту розмову. Надя знаходить незвичний спосіб завадити Ґузману випивати й вживати наркотики. Мати Ребеки пропонує Самуелю роботу.      |   |                                                  |                  |                 |                   |
| 12 | 4 | «59 годин зі зникнення» «59 horas desaparecido»  | Сільвія Куер     | Абріль Замора   | 6 вересня 2019    |
| Через тиск друзів Поло відчуває безмежну провину. Мати Каетани погрожує їй розкрити таємницю. Андер і Ґузман сваряться зі своїми партнерами.                  |   |                                                  |                  |                 |                   |
| 13 | 5 | «63 години зі зникнення» «63 horas desaparecido» | Сільвія Куер     | Хайме Вака      | 6 вересня 2019    |
| Дізнавшись дещо про Каетану, Ребека її дражнить. Гелловінська вечірка погано закінчується. Самуель стає свідком бентежного видовища.                          |   |                                                  |                  |                 |                   |
| 14 | 6 | «66 годин зі зникнення» «66 horas desaparecido»  | Сільвія Куер     | Карлос К. Томе  | 6 вересня 2019    |
| Лу шантажує Надю, а Самуель висловлює Карлі свої підозри. Ґузмана допитують стосовно зниклого учня.                                                           |   |                                                  |                  |                 |                   |
| 15 | 7 | «84 години зі зникнення» «84 horas desaparecido» | Дані де ла Орден | Абріль Замора   | 6 вересня 2019    |
| Допомагаючи Каетані з вечіркою зі збору коштів, Лу дізнається її таємницю. Омар переймається долею Самуеля. Ґузмана бентежить поведінка Андера.               |   |                                                  |                  |                 |                   |
| 16 | 8 | «0 годин зі зникнення» «0 horas desaparecido»    | Дані де ла Орден | Брейксо Корраль | 6 вересня 2019    |
| Болюча правда й похмурі секрети спливають на поверхню, коли учні роблять кілька зізнань. З’ясовуються обставини зникнення Самуеля.                            |   |                                                  |                  |                 |                   |

### Сезон 3 (2020)
| № | # | Назва                                    | Режисер           | Сценарист                    | Перший ефір у США |
| --- | - | ---------------------------------------- | ----------------- | ---------------------------- | ----------------- |
| 17 | 1 | «Карла» «Carla»                          | Хорхе Торрегросса | Даріо Мадрона                | 13 березня 2020   |
| Після вбивства на вечірці Карлу допитує поліція. У минулому вона стикається з Поло в суді. Андер занепокоєний своїм здоров’ям, а в Наді з’являється новий прихильник.   |   |                                          |                   |                              |                   |
| 18 | 2 | «Самуель і Ґузман» «Samuel y Guzmán»     | Хорхе Торрегросса | Хайме Вака                   | 13 березня 2020   |
| Ґузман робить крок до примирення. Надя погрожує помститися Лу, яка прагне отримати ту саму стипендію. Андер розповідає близьким свою таємницю.                          |   |                                          |                   |                              |                   |
| 19 | 3 | «Каєтана й Валеріо» «Cayetana y Valerio» | Дані де ла Орден  | Альмудена Оканья             | 13 березня 2020   |
| Поло цькують у школі. Самуель обмірковує пропозицію поліції та зближується з Ребекою. Андеру тяжко дається лікування.                                                   |   |                                          |                   |                              |                   |
| 20 | 4 | «Лу» «Lu»                                | Дані де ла Орден  | Карлос К. Томе               | 13 березня 2020   |
| Ґузман свариться з батьком Наді. Вечірка, організована Лу на честь Дня святого Валентина, дає поштовх новим романам. Ребека обмірковує рішення, що стосується грошей.   |   |                                          |                   |                              |                   |
| 21 | 5 | «Андер» «Ander»                          | Хорхе Торрегросса | Альмудена Оканья             | 13 березня 2020   |
| Ребека намагається знайти зрадника. Клубна вечірка в темряві веде до кількох приголомшливих відкриттів.                                                                 |   |                                          |                   |                              |                   |
| 22 | 6 | «Ребека» «Rebeka»                        | Хорхе Торрегросса | Карлос К. Томе, Андрес Сіара | 13 березня 2020   |
| Названо ім’я учня, який отримає стипендію Колумбійського університету. Надя ухвалює важливе рішення. Самуель непокоїться за Карлу, що призводить до проблем із Валеріо. |   |                                          |                   |                              |                   |
| 23 | 7 | «Надя й Омар» «Nadia y Omar»             | Дані де ла Орден  | Хайме Вака                   | 13 березня 2020   |
| Наближається випускний, але майбутнє кількох студентів лишається невизначеним. Поло благає матір переглянути нещодавно ухвалене нею рішення.                            |   |                                          |                   |                              |                   |
| 24 | 8 | «Поло» «Polo»                            | Дані де ла Орден  | Даріо Мадрона                | 13 березня 2020   |
| З’ясовуються подробиці подій, які розгорнулися в ніч убивства. Поліція допитує кількох свідків, готових указати на винних.                                              |   |                                          |                   |                              |                   |

### Сезон 4 (2021)
| № | # | Назва                                                                       | Режисер                | Сценарист                  | Перший ефір у США |
| --- | - | --------------------------------------------------------------------------- | ---------------------- | -------------------------- | ----------------- |
| 25 | 1 | «Новий порядок» «El Nuevo Orden»                                            | Едуардо Чаперо-Джексон | Хайме Вака                 | 18 червня 2021    |
| У Лас-Енсінас суворий директор і троє нових учнів. Омар і Самуель мусять показати свої академічні здібності, а друзі намагаються їм допомогти.                |   |                                                                             |                        |                            |                   |
| 26 | 2 | «П’ять секунд» «5 segundos»                                                 | Едуардо Чаперо-Джексон | Естер Моралес, Хайме Вака  | 18 червня 2021    |
| Прибуття принца Філіпа до школи призводить до запровадження жорстких заходів безпеки. Влаштована Самуелем і Омаром вечірка в рушниках обіцяє інтимні пригоди. |   |                                                                             |                        |                            |                   |
| 27 | 3 | «Танець брехні та спокуси» «Cuando bailan las mentiras con las tentaciones» | Джінеста Гіндал        | Девід Лоренцо і Хайме Вака | 18 червня 2021    |
| Принц Філіп влаштовує Бал дебютанток, на якому стає відомо про його зраду. Ґузман і Самуель страждають через ревнощі. Патрік сіє розбрат.                     |   |                                                                             |                        |                            |                   |
| 28 | 4 | «Я…» «Soy una...»                                                           | Джінеста Гіндал        | Альмудена Оканья           | 18 червня 2021    |
| Ребе засмучує дивна поведінка Менсії. Бенхамін завдає прикрості Арі, запропонувавши Самуелю приєднатися до клубу дебатів.                                     |   |                                                                             |                        |                            |                   |
| 29 | 5 | «Реінтеграція» «La reinserción»                                             | Едуардо Чаперо-Джексон | Альмудена Оканья           | 18 червня 2021    |
| Арі й Самуель беруть участь у важливих публічних дебатах. Після розмови з Андером в Омара стається нервовий зрив.                                             |   |                                                                             |                        |                            |                   |
| 30 | 6 | «Я кохаю тебе неправильно» «Te quiero mal»                                  | Едуардо Чаперо-Джексон | Девід Лоренцо              | 18 червня 2021    |
| Філіп вважає, що друзі використовують його, щоб отримати квитки на виступ Амбар Люцід. Ребе ділиться з Менсією своїми підозрами щодо допомоги Армандо.        |   |                                                                             |                        |                            |                   |
| 31 | 7 | «Перед тим, як я піду (Частина I)» «Antes de irme (1a parte)»               | Джінеста Гіндал        | Естер Моралес, Хайме Вака  | 18 червня 2021    |
| Самуель наполягає, щоб Арі зробила вибір, а Ґузман планує романтичне побачення. Каєтана робить приголомшливі висновки. Менсія опиняється в глухому куті.      |   |                                                                             |                        |                            |                   |
| 32 | 8 | «Перед тим, як я піду (Частина II)» «Antes de irme (2a parte)»              | Джінеста Гіндал        | Хайме Вака                 | 18 червня 2021    |
| З’ясовуються подробиці нападу на Арі, але учні Лас-Енсінас знову доводять, що насправді все складніше, ніж здається на перший погляд.                         |   |                                                                             |                        |                            |                   |

### Сезон 5 (2022)
| № | # | Назва                                                   | Режисер                           | Сценарист                                | Перший ефір у США |
| --- | - | ------------------------------------------------------- | --------------------------------- | ---------------------------------------- | ----------------- |
| 33 | 1 | «Я його вбив» «Yo lo maté»                              | Дані де ла Орден                  | Хайме Вака                               | 8 квітня 2022     |
| Новий учень упадає в око Патріку, а нова учениця дивує Каетану тим, що захищає Філіпа. Бенхамін запроваджує в школі ще суворіші правила.                           |   |                                                         |                                   |                                          |                   |
| 34 | 2 | «Можна все» «Todo vale»                                 | Дані де ла Орден, Джінеста Гіндал | Девід Лоренцо                            | 8 квітня 2022     |
| Патрік відігрується на батькові, влаштовуючи для учнів розпусну вечірку. Самуель розривається, намагаючись догодити одночасно Арі й Бенхаміну.                     |   |                                                         |                                   |                                          |                   |
| 35 | 3 | «Зв’яжи мене» «Átame»                                   | Ліно Ескалера                     | Джессіка Пірес, Ллуїс Москера            | 8 квітня 2022     |
| Між Омаром і Самуелем зростає напруга, коли голосуванням обирають учня, якого виключать зі школи. Ісадора намагається переконати Філіпа, що краще знає, як чинити. |   |                                                         |                                   |                                          |                   |
| 36 | 4 | «Тіло» «El cuerpo»                                      | Ліно Ескалера                     | Хайме Вака                               | 8 квітня 2022     |
| Допомагаючи батькові з аукціоном, Менсія робить приголомшливе відкриття. Омар, який залишив вечір, вражений своєю знахідкою у воді.                                |   |                                                         |                                   |                                          |                   |
| 37 | 5 | «Будь ласка, скажи правд» «Por favor, di la verdad»     | Джінеста Гіндал                   | Альмудена Оканья, Хайме Вака             | 8 квітня 2022     |
| Бенхамін потрапляє під приціл поліційного розслідування. Патрік заплутався в стосунках з Іваном і Крусом. Кае зустрічає давнього друга.                            |   |                                                         |                                   |                                          |                   |
| 38 | 6 | «Моє кохання не купиш» «No puedes comprar mi amor»      | Джінеста Гіндал                   | Девід Лоренцо, Хайме Вака                | 8 квітня 2022     |
| Студенти влаштовують аукціон із лотами-побаченнями, щоб зібрати кошти на заставу для Самуеля. Але результати ставок лишають по собі багато розбитих сердець.       |   |                                                         |                                   |                                          |                   |
| 39 | 7 | «Токсично» «Tóxicos»                                    | Едуардо Чаперо-Джексон            | Джессіка Пірес, Луїс Москера, Хайме Вака | 8 квітня 2022     |
| Самуель, Ребе й Каєтана шукають докази, що вказують на Бенхаміна. Жорстокі слова Філіпа розбивають Ісадорі серце, і вона вирушає на Ібіцу.                         |   |                                                         |                                   |                                          |                   |
| 40 | 8 | «Твоя частина світу й моя» «Tu lado del mundo y el mío» | Едуардо Чаперо-Джексон            | Джессіка Пірес, Джеймі Вака              | 8 квітня 2022     |
| Саму обмірковує наступний крок із сім-картою, Крус дає Івану пораду щодо стосунків, а Кае намагається підтримати Ісадору після травми.                             |   |                                                         |                                   |                                          |                   |

## Еліта. Короткі історії
| № | Назва                                        | Оригінальна назва       | Частини | Опис | Прем'єра            |
| 1 | Еліта. Короткі історії. Ґузман, Кае, Ребе    | Guzmán, Caye & Rebe     | 3       | Ребе влаштовує друзям вечірку з нагоди новосілля, але ситуація швидко набирає обертів через наркотики та непрошених гостей.    | 14 червня 2021 року |
| 2 | Еліта. Короткі історії. Надя, Ґузман         | Nadia & Guzmán          | 3       | Надя повертається до Іспанії, щоб піти на весілля сестри. Дівчина не впевнена, що їй варто бачитися зі своїм хлопцем Ґузманом. | 15 червня 2021 року |
| 3 | Еліта. Короткі історії. Омар, Андер, Алексіс | Omar, Ander & Alexis    | 3       | Андер, чия хвороба перейшла в стадію ремісії, вирішує провести літо, допомагаючи Алексісу пережити хіміотерапію.               | 16 червня 2021 року |
| 4 | Еліта. Короткі історії. Карла, Самуель       | Carla & Samuel          | 3       | Самуель робить великий романтичний вчинок в аеропорті, щоб переконати Карлу не летіти до Лондона.                              | 17 червня 2021 року |
| 5 | Еліта. Короткі історії. Філіп, Кае, Феліпе   | Phillipe, Caye & Felipe | 3       | Каєтана намагається забути свого колишнього в обіймах нового хлопця Феліпе, коли раптом Філіп знову з’являється в її житті.    | 15 грудня 2021 року |
| 6 | Еліта. Короткі історії. Самуель, Омар        | Samuel & Omar           | 3       | Самуелю загрожує виселення з дому, у якому він виріс. Винахідливий Омар пропонує заманливу ідею заробітку.                     | 20 грудня 2021 року |
| 7 | Еліта. Короткі історії. Патрік               | Patrick                 | 3       | Поїздка Патріка до лісової хижі у період різдвяних свят зрештою приносить несподівані, проте точно позитивні результати.       | 23 грудня 2021 року |

## Нагороди та номінації
| Нагороди та номінації | Нагороди та номінації       | Нагороди та номінації                             | Нагороди та номінації                | Нагороди та номінації | Нагороди та номінації |
| Рік                   | Нагорода                    | Категорія                                         | Номінант                             | Результат             | Прим.                 |
| --------------------- | --------------------------- | ------------------------------------------------- | ------------------------------------ | --------------------- | --------------------- |
| 2018                  | Festival CiBRA              | La Orden de Toledo                                | акторський склад телесеріалу «Еліта» | Перемога              |                       |
| 2018                  | Premios Feroz               | Найкращий драматичний серіал                      | «Еліта»                              | Номінація             | [ 8 ] [ 9 ]           |
| 2019                  | Premios Fotogramas de Plata | Найкращий іспанська серіал на думку глядачів      | «Еліта»                              | Номінація             |                       |
| 2019                  | GLAAD Media Awards          | Найкращий сценарій телесеріалу (іспанською мовою) | «Еліта»                              | Перемога              | [ 10 ]                |